# Папський Антоніанський університет
Папський Антоніанський університет (лат. Pontificia Universitas Antonianum) — папський університет у Римі, що належить ордену францисканців (OFM). Будівля Університету розташована в кварталі на північ від Латеранської базиліки. Адреса — Віа Мерулана, 124.

## Історія
Історія Університету розпочинається від заснованої францисканцями в Римі в 1830 році Колегії св. Антонія Падуанського. Датою заснування Антоніанского інституту вважається 1887 рік, коли генеральний міністр ордена братів менших (францисканців-обсервантів) Бернардіно дель Ваго реалізував ідею створення в Римі францисканського навчального закладу. Академічна діяльність почалася з благословення папи Льва XIII в 1890 році. Спочатку інститут функціонував як місіонерська колегія без права присвоєння академічних ступенів. Лише в 1938 році був затверджений статут інституту, йому було присвоєно звання папського і видано право надавати академічні ступені бакалавра, ліценціата і доктора членам францисканського ордену. Тоді ж була затверджена структура інституту, що складалася з трьох факультетів — богослов'я, канонічного права та філософії.
11 грудня 2005 року в інституті був відкритий четвертий факультет — біблійних наук і археології. Одночасно папа Іван Павло II надав Антоніануму статус Папського університету.

## Діяльність
Університет видає філософсько-богословський журнал «Antonianum» (заснований в 1926 році), де публікуються францисканські богослови різних країн світу. Також інститут курує критичні видання творів відомих францісканських богословів Середньовіччя, таких як Олександр Гельський і Дунс Скот.
Студенти навчаються на чотирьох факультетах: богослов'я, канонічного права, філософії та біблійних наук і археології. Існують дев'ять афілійованих з Антоніанским університетом інститутів, вісім з них афілійовані з факультетом богослов'я, один з факультетом філософії — в Бразилії, Еквадорі, Італії, Мексиці, Демократичній Республіці Конго і Замбії.